# Jacobaea paludosa
Il senecione palustre (nome scientifico Jacobaea paludosa (L.) G.Gaertn., B.Mey. & Scherb., 1802) è una specie di pianta angiosperma dicotiledone della famiglia delle Asteraceae (sottofamiglia Asteroideae).

## Etimologia
Il nome del genere (Jacobaea) potrebbe derivare da due fonti possibili: (1) da San Giacomo (o Jacobus); oppure (2) in riferimento all'isola di Santiago (Capo Verde).  L'epiteto specifico (paludosa = di palude) fa invece riferimento al suo tipico habitat.

Il binomio scientifico attualmente accettato (Jacobaea paludosa) è stato proposto inizialmente da Carl von Linné e perfezionato successivamente da un gruppo di botanici tedeschi quali Gottfried Gaertner (1754-1825), Bernhard Meyer (1767-1836) e Johannes Scherbius (1769-1813) nella pubblicazione ”Oekonomisch-Technische Flora der Wetterau” del 1802.

## Descrizione

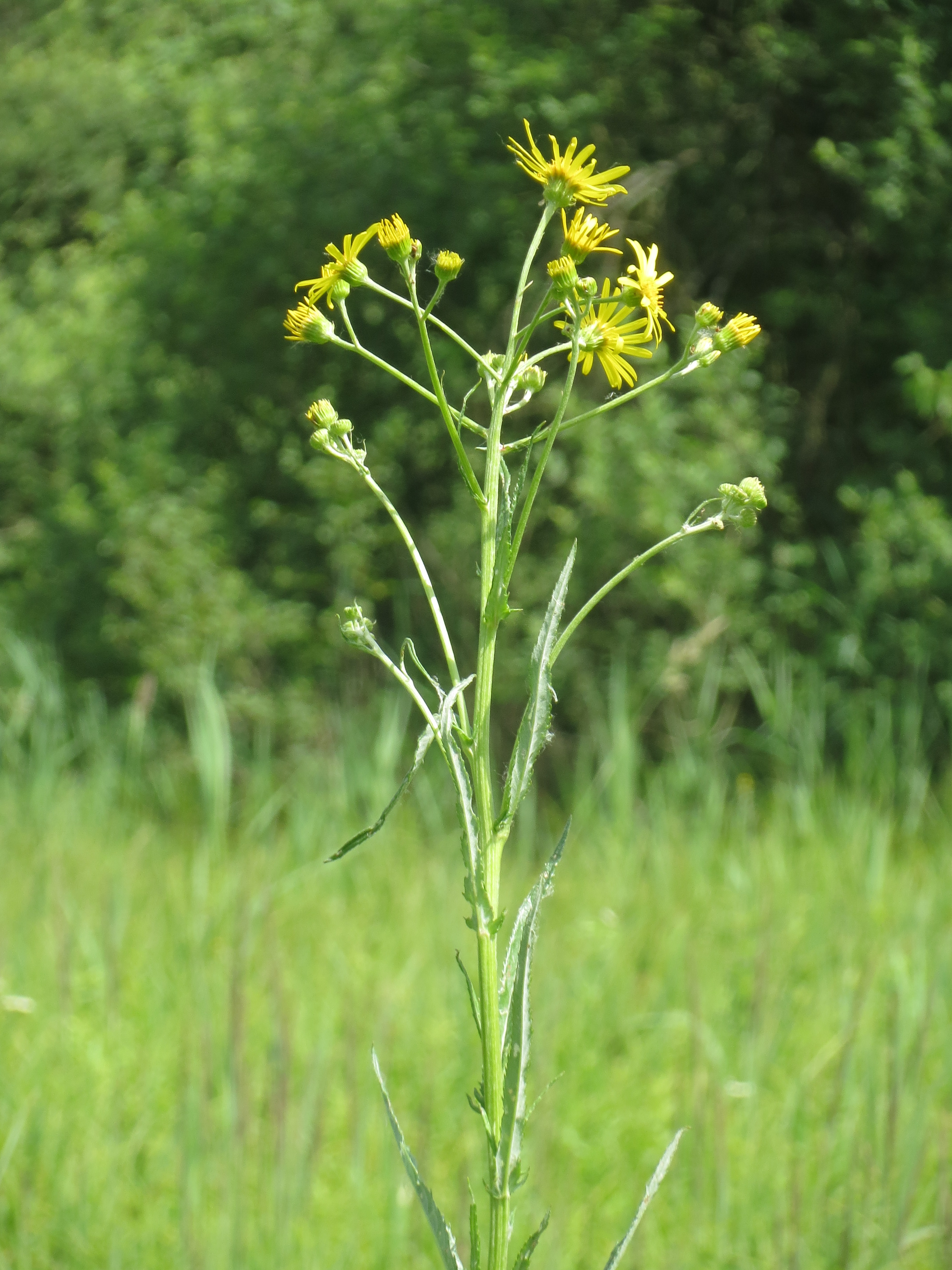
Il portamento

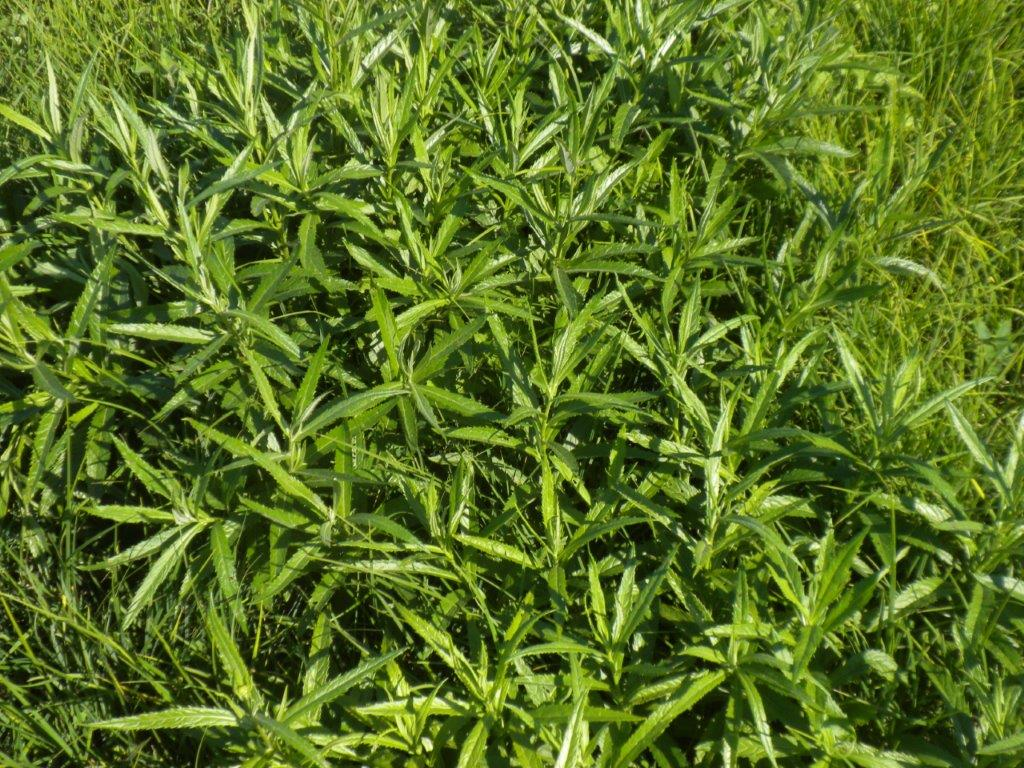
Le foglie

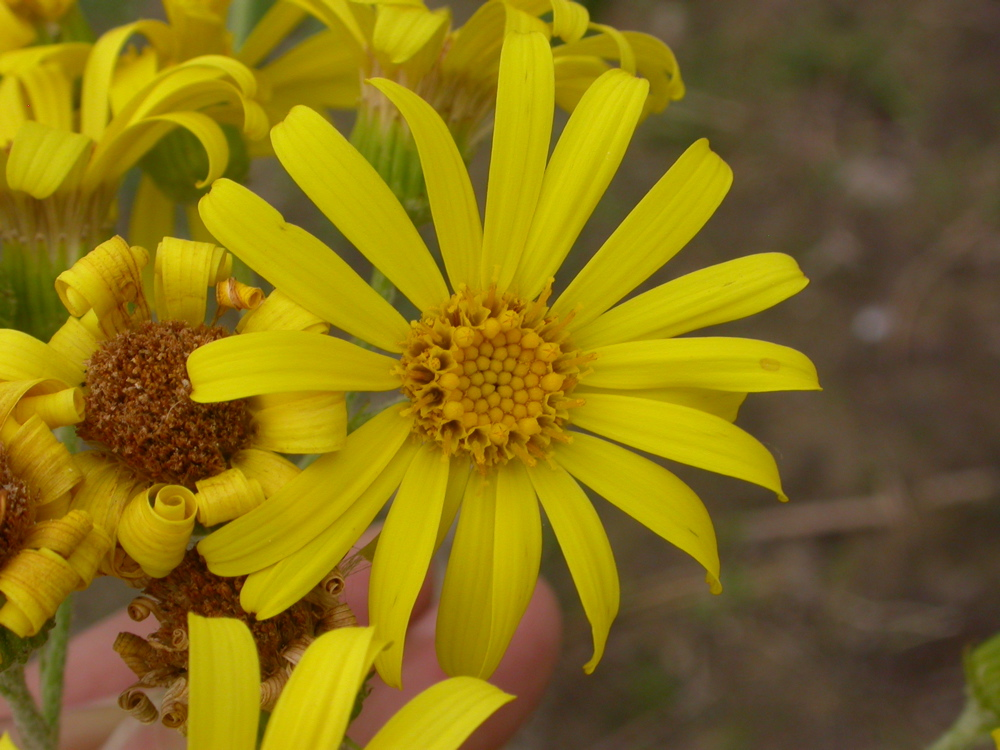
Infiorescenza

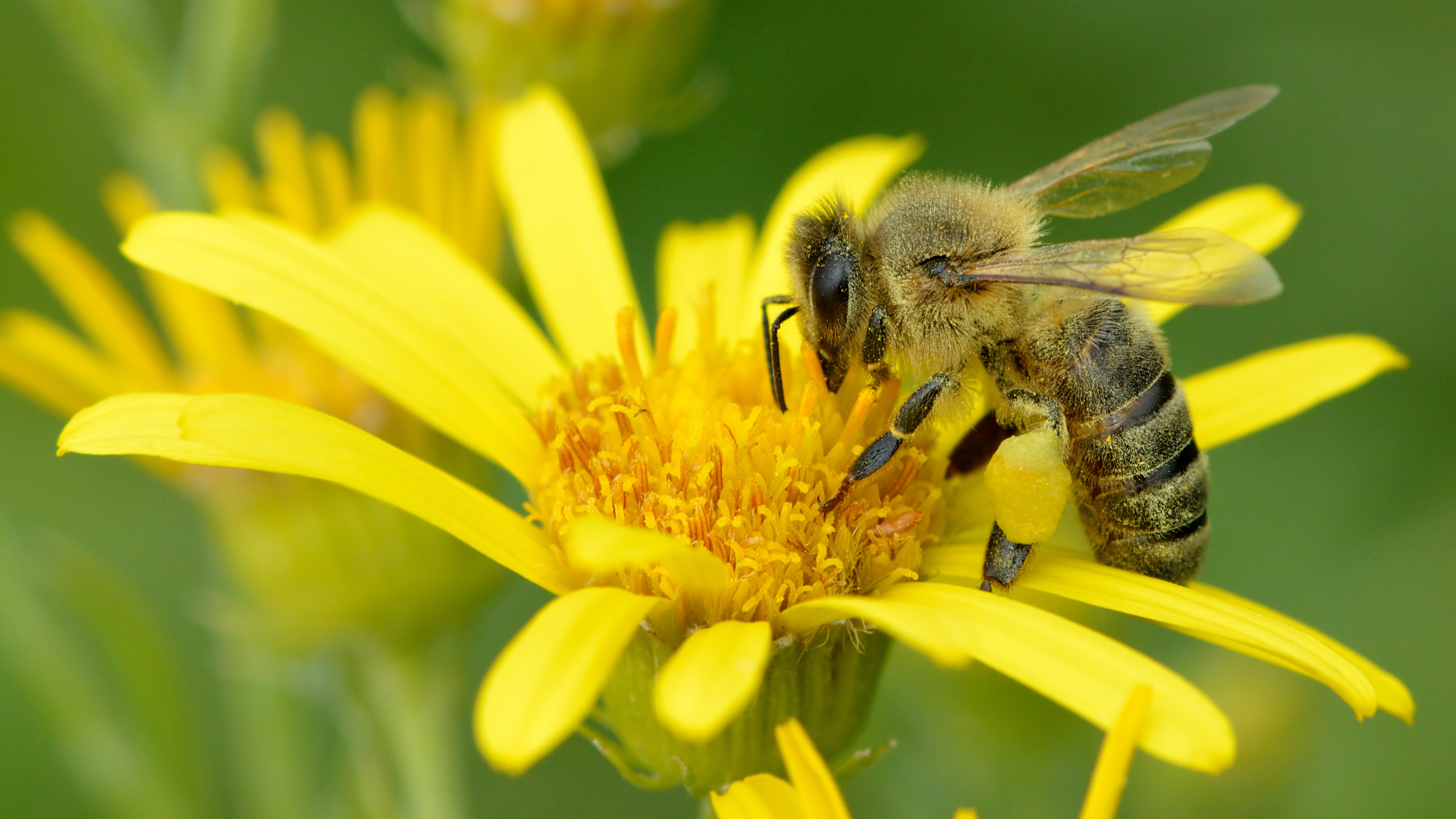
I fiori

Habitus. L'altezza di queste piante varia da 5 a 15 dm (massimo 20 dm). La forma biologica è elofita (He), ossia sono piante semi-acquatiche con la base e le gemme perennanti sommerse, ma con il fusto e le foglie aeree. In alcuni casi la forma biologica può essere anche di tipo emicriptofita. Queste piante possiedono al loro interno delle sostanze chimiche quali i lattoni sesquiterpenici e alcaloidi pirrolizidinici
Radici. Le radici in genere sono secondarie da rizoma e possono essere fibrose.
Fusto. 
- Parte ipogea: la parte sotterranea consiste in un rizoma a portamento obliquo non stolonifero.
- Parte epigea: la parte aerea del fusto è eretta a sezione tubulosa.

Foglie. Le foglie hanno la lamina intera a forma lineare (sia le basali che quelle cauline). I brodi sono seghettati con i denti rivolti verso l'apice della foglia. Sono verdi (più chiare nella pagina inferiore), a consistenza tenue e più o meno pubescenti. Quelle basali all'antesi sono scomparse. Dimensione delle foglie inferiori: larghezza 1 cm: lunghezza 9 – 13 cm.
Infiorescenza.  La sinfloresenza è formata da numerosi capolini, non molto grandi, in formazione di racemo che normalmente sovrastano l'apparato fogliare. La struttura dei capolini (l'infiorescenza vera e propria) è quella tipica delle Asteraceae: un peduncolo sorregge un involucro piriforme composto da più brattee (mediamente 13) disposte su due ranghi (uno interno e uno esterno), che fanno da protezione al ricettacolo più o meno piano e nudo (senza pagliette) sul quale s'inseriscono due tipi di fiori: quelli esterni ligulati gialli (circa 10 - 22) e quelli interni tubulosi di colore giallo più accentuato. Le squame interne dell'involucro sono più o meno tutte uguali, mentre quelle esterne, alla base dell'involucro, possono essere presenti oppure no. Dimensione delle squame maggiori: 7 – 8 mm (quelle esterne sono lunghe la metà). Diametro dei capolini: 2 – 3,5 cm.
Fiori.  I fiori sono tetra-ciclici (formati cioè da 4 verticilli: calice – corolla – androceo – gineceo) e pentameri (calice e corolla formati da 5 elementi). Sono inoltre ermafroditi, più precisamente i fiori del raggio (quelli ligulati e zigomorfi) sono femminili; mentre quelli del disco centrale (tubulosi e actinomorfi) sono bisessuali o a volte funzionalmente maschili.
- Formula fiorale:

*/x K {\displaystyle \infty }, [C (5), A (5)], G 2 (infero), achenio
- Calice: i sepali del calice sono ridotti ad una coroncina di squame.
- Corolla: nella parte inferiore i petali della corolla sono saldati insieme e formano un tubo. In particolare le corolle dei fiori del disco centrale (tubulosi) terminano con delle fauci dilatate a raggiera con cinque lobi. I lobi possono avere una forma da deltoide a triangolare-ovata. Nella corolla dei fiori periferici (ligulati) il tubo si trasforma in un prolungamento da nastriforme o ligulato a filiforme o allargato, terminante più o meno con cinque dentelli. Il colore delle corolle è giallo. Lunghezza dei fiori ligulati: 12 – 15 mm.
- Androceo: gli stami sono 5 con dei filamenti liberi. La parte basale del collare dei filamenti può essere dilatata. Le antere invece sono saldate fra di loro e formano un manicotto che circonda lo stilo. Le antere sono senza coda ("ecaudate"); a volte sono presenti delle appendici apicali che possono avere varie forme (principalmente lanceolate). La struttura delle antere è di tipo tetrasporangiato, raramente sono bisporangiate. Il tessuto endoteciale è radiale o polarizzato. Il polline è tricolporato (tipo "helianthoid").[15]
- Gineceo: lo stilo è biforcato con due stigmi nella parte apicale. Gli stigmi sono sub-cilindrici, troncati e con un ciuffo di peli alla sommità.  Le superfici stigmatiche (i recettori del polline) sono separate.[6]  L'ovario è infero uniloculare formato da 2 carpelli.
- Antesi: da giugno a settembre.

Frutti. I frutti sono degli acheni con pappo. La forma degli acheni è ellittico-oblunga oppure strettamente oblunga; la superficie è percorsa da diverse coste longitudinali e può essere glabra o talvolta pubescente. Possono essere presenti delle ali o degli ispessimenti marginali. Non sempre il carpoforo è distinguibile. Il pappo (persistente o caduco) è formato da numerose setole snelle, bianche disposte in serie multiple.

## Biologia
Impollinazione: l'impollinazione avviene tramite insetti (impollinazione entomogama tramite farfalle diurne e notturne).
Riproduzione: la fecondazione avviene fondamentalmente tramite l'impollinazione dei fiori (vedi sopra).
Dispersione: i semi (gli acheni) cadendo a terra sono successivamente dispersi soprattutto da insetti tipo formiche (disseminazione mirmecoria). In questo tipo di piante avviene anche un altro tipo di dispersione: zoocoria. Infatti gli uncini delle brattee dell'involucro (se presenti) si agganciano ai peli degli animali di passaggio disperdendo così anche su lunghe distanze i semi della pianta. Inoltre per merito del pappo il vento può trasportare i semi anche a distanza di alcuni chilometri (disseminazione anemocora).

## Distribuzione e habitat

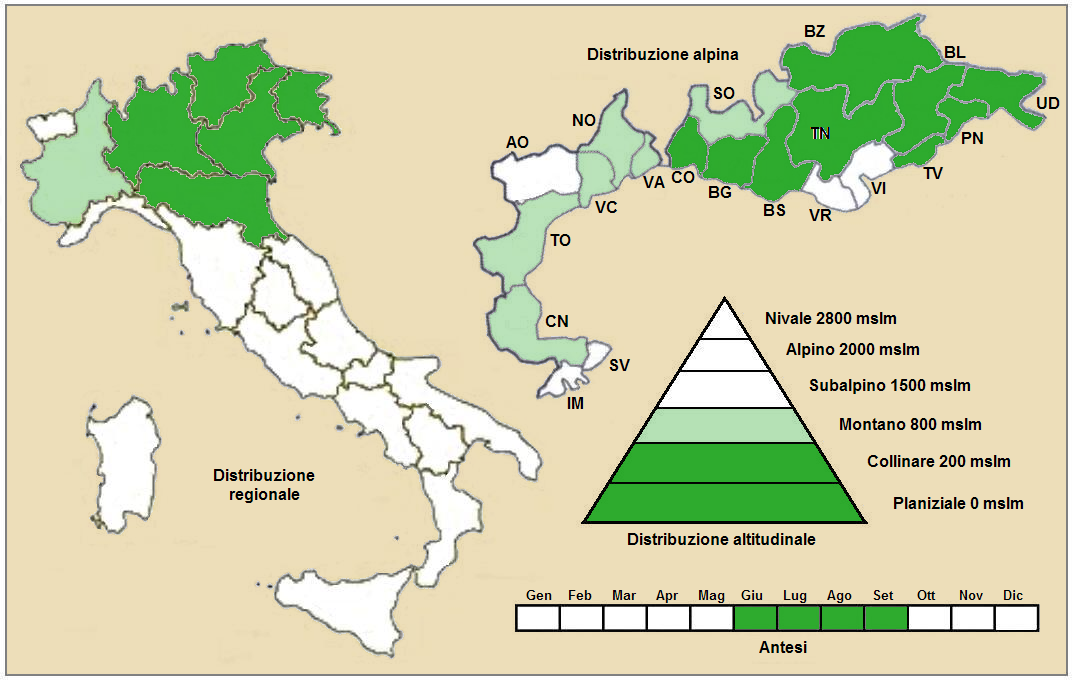
Distribuzione della pianta
(Distribuzione regionale – Distribuzione alpina)

Geoelemento: il tipo corologico (area di origine) è Eurosiberiano.
Distribuzione: in Italia questa specie è presente solamente al nord (è rara). Nelle Alpi è più facile trovarla nella parte orientale. Oltreconfine (sempre nelle Alpi) si trova in Francia (dipartimenti di Isère, Savoia e Alta Savoia), in Svizzera (cantone di Berna) e in Austria (Länder del Tirolo Settentrionale, Carinzia, Stiria e Austria Superiore). Sugli altri rilievi europei si trova nei Vosgi, Massiccio del Giura, Monti Balcani e Carpazi.
Habitat: l'habitat tipico sono le paludi oligotrofe e gli ambienti acquatici in genere, prati e pascoli igrofili e boschi a peccete, lariceti e abetine. Il substrato preferito è calcareo ma anche siliceo con pH neutro, medi valori nutrizionali del terreno che deve essere bagnato.
Distribuzione altitudinale: sui rilievi alpini queste piante si possono trovare fino a 600 m s.l.m.; frequentano quindi i seguenti piani vegetazionali: collinare e in parte quello montano (oltre a quello planiziale – a livello del mare).

### Fitosociologia
Dal punto di vista fitosociologico alpino Jacobaea paludosa appartiene alla seguente comunità vegetale:
Formazione: delle comunità delle megaforbie acquatiche
Classe: Phragmito-Magnocaricetea
Ordine: Phragmitetalia communis
Alleanza: Magnocaricion

## Tassonomia
La famiglia di appartenenza di questa voce (Asteraceae o Compositae, nomen conservandum) probabilmente originaria del Sudamerica, è la più numerosa del mondo vegetale, comprende oltre 23.000 specie distribuite su 1.535 generi, oppure 22.750 specie e 1.530 generi secondo altre fonti (una delle checklist più aggiornata elenca fino a 1.679 generi). La famiglia attualmente (2021) è divisa in 16 sottofamiglie; la sottofamiglia Asteroideae è una di queste e rappresenta l'evoluzione più recente di tutta la famiglia.

### Filogenesi
Il genere di questa voce appartiene alla sottotribù Senecioninae della tribù Senecioneae (una delle 21 tribù della sottofamiglia Asteroideae). La struttura della sottotribù è molto complessa e articolata (è la più numerosa della tribù con oltre 1.200 specie distribuite su un centinaio di generi) e al suo interno sono raccolti molti sottogruppi caratteristici le cui analisi sono ancora da completare. Il genere di questa voce, insieme al genere Bethencourtia, forma un "gruppo fratello" e si trova, da un punto di vista filogenetico, in una posizione abbastanza centrale della sottotribù.
I caratteri distintivi per le specie del genere  Jacobaea sono:
- caratteristico è il rivestimento con peli sottili, sinuosi formanti un feltro compatto;
- alcune brattee dell'involucro inferiore (chiamato anche calice dell'involucro) solo più lunghe di quelle interne.

La specie di questa voce (J. paludosa) secondo alcuni studi fatti all'inizio di questo nuovo millennio fu assegnata alla sezione Jacobaea (Mill.) Dumort. del genere Senecio; in seguito fu definitivamente assegnata al genere Jacobaea. La specie è caratterizzata da foglie divise (e non), brattee dell'involucro erette dopo la caduta degli acheni e piante generalmente perenni. A parte il gruppo basale (J. incana, J. adonidifolia, J. abrotanifolia e J. minuta) la J. paludosa insieme al J. cannabifolia risulta essere il ”gruppo fratello” di tutte le altre specie della sezione Jacobaea.
La specie  J. paludosa è individuata dai seguenti caratteri specifici:
- le piante sono verdi;
- le foglie sono intere, dentate o serrate, ma mai pennatifide;
- la base delle foglie è acuta e subauricolata;
- le ligule dei fiori sono lunghe 12 - 15 mm e sono 10 - 22 per capolino.

Il numero cromosomico della specie è 2n = 40.

### Variabilità
Per questa specie sono riconosciute 3 entità infraspecifiche:
- Jacobaea paludosa subsp. angustifolia (Holub) B.Nord. & Greuter, 2006 - Distribuzione: Italia (è l'unica sottospecie presente nella Penisola) e Europa centrale
- Jacobaea paludosa subsp. lanata  (Holub) B.Nord. & Greuter, 2006 - Distribuzione: Europa orientale e Siberia occidentale
- Jacobaea paludosa subsp. paludosa - Distribuzione: Europa orientale.

### Sinonimi
Sono elencati alcuni sinonimi per questa entità:
- Doria paludosa (L.) Fourr., 1868
- Senecio paludosus  L., 1753